# Rimi Szen
Rimi Szen (India, Kalkutta, 1981. szeptember 21. –) a bollywoodi filmiparban dolgozó indiai színésznő. Eredetileg Szumitra Szen volt a neve, később felvette a Rimi nevet; mostanában a Rimii nevet használja.
Először egy Coca-Cola reklámban tűnt fel. Priyadarshan bollywoodi rendező fedezte fel.

## Filmjei
- Dhoom 2 (2006) …. Sweety Dixit
- Golmaal (2006) …  Niraali
- Phir Hera Pheri (2006) … Anjali
- Deewane Huye Pagal (2005) … Tanya
- Kyonki (2005) … Maya
- Garam Masala (2005) … Anjali
- Andarivaadu (2005) … Swetha
- Swapner Din (2004) … Ameena
- Dhoom (2004) … Sweety Dixit
- Baghban (2003) … Payal Malhotra
- Hungama (2003) … Anjali

## Külső hivatkozások
- Rimii
- Rimi Szen az Internet Movie Database oldalain